# 451
| [ Edytuj tabelę ] |                                          |
| Cesarz Bizancjum  | - 450 Marcjan 457                        |
| Król Franków      | - 447 Meroweusz 457                      |
| Władca Guptów     | - 414 Kumaragupta 455                    |
| Chan Hunów        | - 434 Attyla 453                         |
| Władca Korei      | - 413 Changsu 491                        |
| Król Munsteru     | - 431 Nad Froích 453                     |
| Papież            | - 440 Leon I 461                         |
| Król Persji       | - 439 Jezdegerd II 457                   |
| Cesarz Rzymu      | - 425 Walentynian III 455                |
| Król Wandalów     | - 428 Genzeryk 477                       |
| Król Wizygotów    | - 419 Teodoryk I 451 - 451 Toryzmund 453 |

Rok 451 / CDLI
stulecia: IV wiek ~
V wiek ~
VI wiek

lata: 441 «
446 «
447 «
448 «
449 «
450 «
451
» 452
» 453
» 454
» 455
» 456
» 461

## Wydarzenia
- 7 kwietnia – Hunowie splądrowali Metz.
- 20 czerwca – bitwa na Polach Katalaunijskich: Rzymianie i Wizygoci odnieśli zwycięstwo nad Hunami i zatrzymali ich najazd na Europę Zachodnią.
- 8 października – w Chalcedonie otwarto uroczyście czwarty sobór powszechny biskupów chrześcijańskich, w tym legatów papieża Leona Wielkiego, najważniejsze uzgodnienie soboru dotyczyło dwóch natur w Chrystusie, które pociągnęło za sobą potępienie monofizytyzmu jako herezji.
- 25 maja lub (26 maja lub 2 czerwca) – bitwa pod Awarajr, Ormianie pod dowództwem Wardana Mamikoniana zostali rozbici przez Persów.

## Zmarli
- Nestoriusz, twórca nestorianizmu
- Teodoryk I, król Wizygotów. Poległ w Bitwie na Polach Katalaunijskich

## Zdarzenia astronomiczne
- Widoczna kometa Halleya.